# Phyllis Stedman
Pour les articles homonymes, voir Stedman.
Phyllis Stedman, baronne Stedman, née Phyllis Adams le 14 juillet 1916 et morte le 8 juin 1996, est une femme politique britannique, brièvement ministre en 1979.

## Biographie
Née à Peterborough, Phyllis Adams fréquente la Peterborough County Grammar School, puis travaille comme bibliothécaire dans sa ville natale et sert dans le service national des incendies dans le Derbyshire pendant la Seconde Guerre mondiale. Après avoir épousé Harry Stedman en 1941, elle l'aide à gérer son entreprise horticole familiale.
En 1946, Phyllis Stedman est élue au conseil du comté de Soke of Peterborough pour le Parti travailliste et y siège jusqu'en 1976. Elle est la candidate parlementaire pour Hampstead avant les élections générales de 1951, mais se retire pour raison de santé. Elle est nommée officier de l'ordre de l'Empire britannique (OBE) pour le Nouvel An 1965. Aux élections générales de 1966, elle est l'agent électoral de Michael Ward ; lorsqu'il devient évident que le résultat est très serré, elle demande des recomptages répétés : après le septième recomptage - un record qui tient à ce jour - Ward est battu par le sortant, Harmar Nicholls, par trois voix.
En 1972, Phyllis Stedman est nommée à la Peterborough New Town Development Corporation. Le 25 juin 1974, elle est créée pair à vie en tant que baronne Stedman de Longthorpe dans la ville de Peterborough, pour renforcer le parti travailliste à la Chambre des lords, et est nommée whip. En janvier 1979, elle est nommée sous-secrétaire d'État parlementaire aux sports et aux ressources en eau. Lorsque le Parti travailliste perd les élections générales de 1979, elle est leur porte-parole sur l'environnement.
Phyllis Stedman fait défection au Parti social-démocrate (SDP) lors de sa formation en 1981. Elle devient whip en chef du parti chez les lords en 1986. La plupart des pairs du SDP s'opposent à la fusion du parti avec le Parti libéral en 1988. Au sein du Parti social-démocrate continué, elle sert de chef dans les Lords. Lorsque ce parti est dissous en 1990, elle siège comme crossbencher.